# Змиеок гущер
Змиеокият гущер (Ophisops elegans) е вид гущер от семейството на същинските гущери.

## Описание
Гърбът на младите е светлосив с тъмни напречни ивици, а на възрастните е кафяв с маслинен оттенък. Коремът е по-светъл. Той е сравнително дребен-на дължина достига 15 см. Очите му са изпъкнали и за разлика от останалите гущери са без клепачи, както при змиите, откъдето идва името му.

## Разпространение и местообитания
Разпространен е от северозападните части на Индия до южните и източни части на Средиземноморието. Среща се в Пакистан, Иран, Ирак, Йордания, Сирия, Ливан, Израел, в Кавказкия регион (Азърбайджан, Армения, Грузия), Турция, Кипър, Западна и Източна Тракия и островите в Егейско море, в Египет, Либия и Алжир.
В България се среща подвидът O. e. ehrenbergii, който е открит в няколко находища в Източните Родопи – при селата Мандрица и Меден бук. В миналото е намиран и около село Мезек.
Змиеокият гущер предпочита скалисти терени с тревиста и рядка храстова растителност.

## Поведение
Основната храна на змиеокия гущер са насекомите. В края на юни женските снасят по 3 до 5 обли яйца с големина около 10 mm. В някои райони е наблюдавано и повторно снасяне.